# Olios skwarrae
Olios skwarrae är en spindelart som först beskrevs av Roewer 1933.  Olios skwarrae ingår i släktet Olios och familjen jättekrabbspindlar. Inga underarter finns listade i Catalogue of Life.